# 鳥取縣行政區劃
鳥取縣是位於日本中國地方的一級行政區，1871年（明治4年）7月14日因廢藩置縣而設，1876年（明治9年）8月21日併入島根縣，1881年（明治14年）9月12日從島根縣分出後成為現在的鳥取縣。2020年（令和2年），鳥取縣人口553,407人，是人口最少的都道府縣；面積3,507.14平方千米，在各都道府縣中排第41名；人口密度每平方千米157.8人，在各都道府縣中排第37名。
鳥取縣現有4個市、14個町和1個村，共計19個二級行政區。鳥取市是鳥取縣政治中心和全縣唯一的中核市。人口最多的二级行政区划是鳥取市，有188,465人；人口最少的二级行政区划是江府町，有2,672人。面积最大的二级行政区划是鳥取市，爲765.31平方千米；面积最小的二级行政区划是日吉津村，爲4.20平方千米。人口密度最大的二级行政区划是境港市，每平方千米有1,124.7人；人口密度最小的二级行政区划是日南町，每平方千米有12.3人。此外，鳥取縣另有5個郡，在14個町和1個村之上，但並無任何行政權力，不被認為是一類行政區，而按照傳統的地域劃分，鳥取縣可以分為東部、中部、西部等地域。

## 地域與市町村關係表
下表列出鳥取縣各地域與市町村之間的對應關係，相關資料出自鳥取縣廳官方網站。
| 地域 | 市町村                                                                   |
| ---- | ------------------------------------------------------------------------ |
| 東部 | 鳥取市、岩美町、八頭町、智頭町、若櫻町                                   |
| 中部 | 倉吉市、北榮町、三朝町、湯梨濱町、琴浦町                                 |
| 西部 | 米子市、境港市、大山町、伯耆町、江府町、南部町、日野町、日南町、日吉津村 |

## 市町村列表
下表列出鳥取縣及其市町村的中日雙語名稱、設置時間、設置方式、面積、人口、人口密度、旗幟、徽章、地圖等資料，並按照全國地方公共團體編號（JIS代碼）排序。其中，日語名稱以振假名標註其讀音，JIS代碼、面積、人口、人口密度等資料均來源於2020年（令和2年）第21次日本國勢調查數據以及日本國土交通省国土地理院公布之全國都道府縣市區町村面積調查數據，面积单位为平方公里，人口单位为人，人口密度单位为人/平方公里。
| 圖例                  |
| --------------------- |
| *：縣廳所在地及中核市 |
| †：各數據最大值       |
| ‡：各數據最小值       |

| 鳥取縣     |  | 31000 | 1871年 （明治4年）  | 由因幡國部分區域、伯耆國部分區域和播磨國部分區域合併                           | 553,407   | 3,507.14 | 157.8     | 鳥取縣旗   | 鳥取縣徽   | 鳥取縣地圖             |
| 市部       |  |       |                     |                                                                                |           |          |           |            |            |                        |
| 鳥取市 *   |  | 31201 | 1889年 （明治22年） | 由立川町部分區域、鳥取町、湯所村、東品治村、吉方村和立川村合併                 | 188,465 † | 765.31 † | 246.3     | 鳥取市旗   | 鳥取市徽   | 鳥取市在鳥取縣的位置   |
| 米子市     |  | 31202 | 1927年 （昭和2年）  | 由米子町改設                                                                   | 147,317   | 132.42   | 1,112.5   | 米子市旗   | 米子市徽   | 米子市在鳥取縣的位置   |
| 倉吉市     |  | 31203 | 1953年 （昭和28年） | 由倉吉町、上井町、北谷村、上小鴨村、上北条村、西鄉村、社村、高城村和灘手村合并 | 46,485    | 272.06   | 170.9     | 倉吉市旗   | 倉吉市徽   | 倉吉市在鳥取縣的位置   |
| 境港市     |  | 31204 | 1956年 （昭和31年） | 由境港町改設                                                                   | 32,740    | 29.11    | 1,124.7 † | 境港市旗   | 境港市徽   | 境港市在鳥取縣的位置   |
| 岩美郡（） |  |       |                     |                                                                                |           |          |           |            |            |                        |
| 岩美町     |  | 31302 | 1954年 （昭和29年） | 由岩井町、浦富町、田後村、東村、蒲生村、小田村、本庄村、大岩村和網代村合併     | 10,799    | 122.32   | 88.3      | 岩美町旗   | 岩美町徽   | 岩美町在鳥取縣的位置   |
| 八頭郡（） |  |       |                     |                                                                                |           |          |           |            |            |                        |
| 若櫻町     |  | 31325 | 1909年 （明治42年） | 由赤松村、若櫻村和菅野村合併                                                   | 2,864     | 199.18   | 14.4      | 若櫻町旗   | 若櫻町徽   | 若櫻町在鳥取縣的位置   |
| 智頭町     |  | 31328 | 1914年 （大正3年）  | 由智頭村改設                                                                   | 6,427     | 224.70   | 28.6      | 智頭町旗   | 智頭町徽   | 智頭町在鳥取縣的位置   |
| 八頭町     |  | 31329 | 2005年 （平成17年） | 由郡家町、船岡町和八東町合併                                                   | 15,937    | 206.71   | 77.1      | 八頭町旗   | 八頭町徽   | 八頭町在鳥取縣的位置   |
| 東伯郡（） |  |       |                     |                                                                                |           |          |           |            |            |                        |
| 三朝町     |  | 31364 | 1953年 （昭和28年） | 由三朝村、三德村、小鹿村、旭村和竹田村合併                                     | 6,060     | 233.52   | 26.0      | 三朝町旗   | 三朝町徽   | 三朝町在鳥取縣的位置   |
| 湯梨濱町   |  | 31370 | 2004年 （平成16年） | 由羽合町、泊村和東鄉町合併                                                     | 16,055    | 77.94    | 206.0     | 湯梨濱町旗 | 湯梨濱町徽 | 湯梨濱町在鳥取縣的位置 |
| 琴浦町     |  | 31371 | 2004年 （平成16年） | 由東伯町和赤碕町合併                                                           | 16,365    | 139.97   | 116.9     | 琴浦町旗   | 琴浦町徽   | 琴浦町在鳥取縣的位置   |
| 北榮町     |  | 31372 | 2005年 （平成17年） | 由北条町和大榮町合併                                                           | 14,228    | 56.94    | 249.9     | 北榮町旗   | 北榮町徽   | 北榮町在鳥取縣的位置   |
| 西伯郡（） |  |       |                     |                                                                                |           |          |           |            |            |                        |
| 日吉津村   |  | 31384 | 1889年 （明治22年） | 施行市町村制時直設                                                             | 3,501     | 4.20 ‡   | 833.6     | 日吉津村旗 | 日吉津村徽 | 日吉津村在鳥取縣的位置 |
| 大山町     |  | 31386 | 1955年 （昭和30年） | 由高麗村部分區域和所子村合併                                                   | 15,370    | 189.83   | 81.0      | 大山町旗   | 大山町徽   | 大山町在鳥取縣的位置   |
| 南部町     |  | 31389 | 2004年 （平成16年） | 由西伯町和会見町合併                                                           | 10,323    | 114.03   | 90.5      | 南部町旗   | 南部町徽   | 南部町在鳥取縣的位置   |
| 伯耆町     |  | 31390 | 2005年 （平成17年） | 由岸本町和溝口町合併                                                           | 10,696    | 139.44   | 76.7      | 伯耆町旗   | 伯耆町徽   | 伯耆町在鳥取縣的位置   |
| 日野郡（） |  |       |                     |                                                                                |           |          |           |            |            |                        |
| 日南町     |  | 31401 | 1959年 （昭和34年） | 由伯南町、高宮村、多里村、石見村和福榮村合併                                   | 4,196     | 340.96   | 12.3 ‡    | 日南町旗   | 日南町徽   | 日南町在鳥取縣的位置   |
| 日野町     |  | 31402 | 1959年 （昭和34年） | 由根雨町和黑坂町合併                                                           | 2,907     | 133.98   | 21.7      | 日野町旗   | 日野町徽   | 日野町在鳥取縣的位置   |
| 江府町     |  | 31403 | 1953年 （昭和28年） | 由江尾町、神奈川村和米澤村合併                                                 | 2,672 ‡   | 124.52   | 21.5      | 江府町旗   | 江府町徽   | 江府町在鳥取縣的位置   |

## 外部連結
- . .   [2023-12-20]. （原始内容存档于2023-12-20）.